# Chileuma renca
Chileuma renca är en spindelart som beskrevs av Platnick, Shadab och Sorkin 2005. Chileuma renca ingår i släktet Chileuma och familjen Prodidomidae. Inga underarter finns listade i Catalogue of Life.